# Contea di Baldwin (Alabama)
La contea di Baldwin, in inglese Baldwin County, è una contea dello Stato dell'Alabama, negli Stati Uniti. La popolazione al censimento del 2010 era di 182 265 abitanti. Il capoluogo della contea è Bay Minette.

## Geografia fisica
La contea si trova nel sud-ovest dello Stato, al confine con la Florida, e si affaccia a sud sul golfo del Messico. È la dodicesima contea per estensione a est del fiume Mississippi. Lo United States Census Bureau certifica che l'estensione della contea è di 5.250 km², di cui 4.135 km² su terraferma e 1.115 km² di acque interne. Rientra nella piana costiera orientale del golfo del Messico. Sul golfo si affacciano spiagge sabbiose. Nella contea è presente una porzione del Bon Secour National Wildlife Refuge.

### Laghi, fiumi e parchi
La contea comprende i seguenti laghi, fiumi e parchi:
| Laghi | Fiumi | Parchi | Parchi |
| --- | --- | --- | ------ |
| - Stiggins Lake - Little Bateau Bay - Reeder Lake - Napp Lake - Dennis Lake - Boatyard Lake - Gator Lake - Sibley Lake | - Rock Creek - Smith Creek - Hunawell Creek - Hurricane Bayou - Indian Creek - Snowden Branch - Ingram Bayou - Little Briar Creek - Soldier Creek | - Mullet Point Park - Bon Secour National Wildlife Refuge - Blakeley Park - William L Holland Wildlife Management Area |        |

### Contee confinanti
- Contea di Monroe - nord-est
- Contea di Escambia - nord-est
- Contea di Escambia (Florida) - est
- Contea di Mobile - ovest
- Contea di Washington - nord-ovest
- Contea di Clarke - nord-ovest

## Storia
La contea di Baldwin fu costituita il 21 dicembre 1809, 10 anni prima che l'Alabama diventasse uno stato. Deve il suo nome ad Abraham Baldwin, Presidente pro tempore del Senato degli Stati Uniti d'America dal 1801 al 1802. Inizialmente la contea di Baldwin era parte dello stato della Florida. I confini della contea mutarono nel tempo, soprattutto in risposta all'aumento demografico.
Nel primo periodo della creazione della contea il capoluogo era McIntosh Bluff (che ora si trova nella contea di Mobile). Nel 1810 il capoluogo divenne Blakeley, e nel 1868 fu la volta di Daphne. Nel 1900, con un atto della legislatura dell'Alabama, venne autorizzato lo spostamento del capoluogo all'attuale Bay Minette.
La contea venne dichiarata area disastrata nel settembre 1979 a causa dell'Uragano Frederic, nel luglio 1997 a causa dell'Uragano Danny, nel settembre 1998 per l'Uragano Georges, nel settembre 2004 per l'Uragano Ivan, e ancora nell'agosto 2005 a causa dell'Uragano Katrina.

## Società

### Evoluzione demografica
Abitanti censiti (migliaia)

Al censimento del 2010, risultano 182 265 abitanti, 73 180 nuclei familiari e 51 151 famiglie residenti nella contea. La densità della popolazione è di 34,72 ab./km². Ci sono 104 061 alloggi con una densità di 23/km². La composizione etnica della città è 85,7% bianchi, 3,4% neri o afroamericani, 0,7% nativi americani, 0,7% asiatici, 0,04% isolani del pacifico, 2,0% di altre razze, e 1,5% meticci. Il 4,4% della popolazione è ispanica.
Dei 73 180 nuclei familiari, il 28,0% ha figli di età inferiore ai 18 anni che vivono in casa, il 54,5% sono coppie sposate che vivono assieme, il 11,1% è composto da donne con marito assente, e il 30,1% sono non-famiglie. Il 25,1% di tutti i nuclei familiari è composto da singoli e il 10,2% da singoli con più di 65 anni di età. La dimensione media di un nucleo familiare è di 2,46 mentre la dimensione media di una famiglia è di 2,93.
La suddivisione della popolazione per fasce d'età è la seguente: 23% sotto i 18 anni, 10,6% dai 18 ai 24, 24,4% dai 25 ai 44, 28,3% dai 45 ai 64, e 16,9% oltre i 65 anni. L'età media è 41,1 anni. Per ogni 100 donne ci sono 95,7 uomini. Per ogni 100 donne sopra i 18 anni ci sono 95,46 uomini.
Il reddito medio di un nucleo familiare è di 40 250$, mentre per le famiglie è di 47 028$. Gli uomini hanno un reddito medio di 34 507$ contro i 23 069$ delle donne. Il reddito pro capite della contea è di 20 826$. Il 10,10% della popolazione e il 7,60% delle famiglie è sotto la soglia di povertà. Sul totale della popolazione, il 13,10% dei minori di 18 anni e il 8,90% di chi ha più di 65 anni vive sotto la soglia di povertà.
Nel 2000 il movimento religioso maggiormente sostenuto era l'Evangelicalismo (con 38,670 aderenti).

## Cultura

### Istruzione
L'istruzione nella contea è garantita in massima parte dal Baldwin County Board of Education.

## Infrastrutture e trasporti

### Principali strade ed autostrade
- Interstate 10
- Interstate 65
- U.S. Highway 31
- U.S. Route 90
- U.S. Highway 98
- State Route 59

## Amministrazione
Lo sceriffo della contea è il repubblicano Huey "Hoss" Mack.

## Comuni

### Cities
- Bay Minette
- Daphne
- Fairhope
- Foley
- Gulf Shores
- Orange Beach
- Robertsdale
- Spanish Fort

### Towns
- Elberta
- Loxley
- Magnolia Springs
- Perdido Beach
- Silverhill
- Summerdale

### Census-designated places
- Bon Secour
- Lillian
- Perdido
- Point Clear
- Stapleton